# Tylochromis bangwelensis
Espèce
Statut de conservation UICN

 LC  : Préoccupation mineure
Tylochromis bangwelensis est un poisson appartenant à la famille des Cichlidae.